# Аеродром Лион
Аеродром Сент Егзипери Лион (фр. Aéroport de Lyon-Saint Exupéry), незванично познат и као Сатолас, је међународни аеродром другог по величини француског града Лиона, смештен 20 km југоисточно од града.
Аеродром у Лиону је четврти по промету у Француској - 2018. године кроз њега је прошло преко 11 милиона путника.
На аеродрому је авио-чвориште за још неколико авио-компанија: „Ер Франс”, „Игл Азур”, „Изиџет”, „Твинџет”, „Трансавија Француска” и „ХОП!”.

## Статистике
Погледајте необрађени захтев + реф. на Wikidata.